# Galeodes sulfuripes
Galeodes sulfuripes är en spindeldjursart som beskrevs av Roewer 1934. Galeodes sulfuripes ingår i släktet Galeodes och familjen Galeodidae. Inga underarter finns listade i Catalogue of Life.